# Publi Corneli Escipió Nasica (cònsol 191 aC)
Publi Corneli Escipió Nasica (en llatí Publius Cornelius Scipio Nasica) va ser un magistrat romà. Formava part de la gens Cornèlia i de la família dels Escipió, d'origen patrici. Era fill de Gneu Corneli Escipió Calb, que va morir a Hispània l'any 211 aC. Va agafar el malnom Nasica que vol dir "Nas punxegut".
Titus Livi parla d'ell l'any 204 aC quan encara no tenia l'edat suficient per ser nomenat qüestor, però el senat el considerava un dels millors ciutadans de l'estat i, per tant, va ser enviat a Òstia amb les matrones romanes per rebre l'estàtua de la deessa de la Gran Mare Frígia portada des de Pessinus. L'any 200 aC va ser un dels triumviri coloniae deducendae per establir una colònia a Venúsia. Va ser edil curul el 196 aC i el 194 aC va ser pretor. I en aquest any i el següent va lluitar amb èxit a la Hispània Ulterior que li havia estat assignada com a província.
Però malgrat les victòries allà obtingudes, i tot i el suport del seu cosí Publi Corneli Escipió Africà Major no va ser elegit pel consolat l'any 192 aC, però si que va obtenir el càrrec el 191 aC junt amb Mani Acili Glabrió I. En el seu període va lluitar contra els bois als que va derrotar i va ser honorat amb un triomf al seu retorn a Roma.
Va defensar al seu cosí Luci Corneli Escipió Asiàtic el Vell quan aquest va ser acusat el 187 aC després de vèncer a Antíoc III el Gran. L'any 184 aC va optar a la censura, però va ser derrotat per Marc Porci Cató Censorí.
Els anys 183 aC i 182 aC va ser altre cop designat triumvir per establir una colònia llatina a Aquileia. La darrera vegada que se'l menciona és el 171 aC quan era advocat dels hispans contra les malifetes dels governadors. Ciceró i Sext Pomponi parlen d'ell com a jurista destacat. Aquest últim diu que l'estat li va donar una casa a la Via Sacra perquè el poble el pogués anar a consultar amb facilitat.